# Тихе місце
«Тихе місце» (англ. A Quiet Place) — американський науково-фантастичний фільм жахів режисера Джона Кразінські, що вийшов у 2018 році. Сценарій написали Кразінські, Браян Вудз та Скоттом Бек на основі історії Вудза і Бека. Головні ролі виконали Емілі Блант, Джон Кразінські, Ноа Джуп і Міллісент Сіммондс.
Світова прем'єра стрічки відбулася 9 березня 2018 року на фестивалі «South by Southwest» в Остіні, США. Прем'єра стрічки в Україні відбулася 5 квітня 2018 року, у США — 6 квітня.

## Сюжет
Події розгортаються в постапокаліптичному світі 2020 року. Жінка Евелін Еббот із чоловіком Лі та дітьми Маркусом, Реган і Бо шукають припаси в покинутому супермаркеті, намагаючись не видавати голосних звуків. Причиною на те є небезпечні істоти, що потрапили на Землю у метеоритах три місяці тому. Вони сліпі, але мають чутливий слух і володіють міцним панцирем. Уцілілі після їх нападів ведуть життя у тиші — спілкуються жестами, ходять босоніж по доріжках із піску, не користуються фарфоровим посудом і залізними столовими приборами. Лі не дозволяє молодшому синові Бо взяти іграшку, але його сестра Реган потай віддає її йому. Дорогою додому Бо вмикає іграшку, її звук приманює чудовисько, котре вбиває хлопчика.
Родина живе на фермі, єдиній на багато миль навколо. Доньці Евелін та Лі легше пристосуватися до життя у тиші, оскільки Реган від народження глуха і ще до нападу прибульців Ебботи вивчили жестову мову. Минає рік, Евелін вагітна і незабаром повинна народити. Тим часом Лі майструє у підвалі звуконепроникну кімнату, де родина могла б говорити. Також він намагається зробити для Реган слуховий апарат, але йому не вдається досягти бажаного. Реган роздратована його увагою та продовжує винити себе в загибелі брата.
Одного дня Лі вирушає з Маркусом на риболовлю, а Евелін лишається з донькою. Реган вирішує скористатись нагодою, щоб втекти з дому. Зібравши речі, вона відвідує могилу Бо. Евелін відчуває, що у неї відійшли води і почалися перейми. Випадково вона впускає рамку з фотографією, що чує чудовисько. Воно залазить до будинку, проте втрачає орієнтир, оскільки саме дзвонить будильник. Жінка встигає помітити, що панцир істоти може розкриватися, оголюючи вуха. Евелін запалює червоні гірлянди, що сигналізують про небезпеку.
Лі намагається навчити Маркуса не боятися говорити, коли навколо є природні джерела шуму, хоча хлопчику й важко перебороти страх. Дорогою додому вони зустрічають у лісі старого біля тіла його дружини. Крик цього чоловіка приманює прибульця, що вбиває його. Через це Лі з Маркусом затримуються дотемна, а повернувшись, бачать червоні гірлянди. Лі доручає синові запустити салют, щоб відволікти чудовисько, а сам пробирається до будинку. Евелін кричить при пологах, та в цю мить лунає салют. Лі знаходить Евелін і новонародженого хлопчика, яких переховує в підвалі.
Побачивши салют, Реган біжить назад до ферми та зустрічає Маркуса. Обоє вилазять на силос (зерновий резервуар), звідки зазвичай подають світлові сигнали іншим фермам. Маркус падає всередину вежі та мало не тоне в зерні. Реган кидається врятувати його, що приманює прибульця. Істота наближається, проте несподівано тікає в ту мить, коли слуховий апарат Реган видає змінений звук самого чудовиська.
Лі вирушає на пошуки дітей, Евелін же вибирається з підвалу та бачить, як істота біжить до силосу. Вибравшись із зерна, діти добігають до будинку. Чудовисько кидається на них, діти ховаються в авто, а Лі відволікає істоту на себе й гине. Реган із Маркусом, Евелін і новонародженим ховаються у майстерні. Малюк плаче, на звук приходить чудовисько, однак щось зупиняє його. Реган розуміє, що її слуховий апарат видає звук частоти, яка неприємна прибульцям. Вона посилює звук через радіомікрофон, що приголомшує істоту. Евелін застрелює прибульця з рушниці, коли він розкриває панцир. Ще кілька істот наближаються до будинку, але родина, озброєна знанням про їхню слабкість, готується дати прибульцям відсіч.

## У ролях
| Актор              | Роль           |
| ------------------ | -------------- |
| Емілі Блант        | Евелін Ебботт  |
| Джон Кразінські    | Лі Ебботт      |
| Ноа Джуп           | Маркус Ебботт  |
| Міллісент Сіммондс | Реган Ебботт   |
| Кейд Вудворд       | Бо Ебботт      |
| Леон Руссом        | чоловік в лісі |

## Створення фільму

### Виробництво
Знімання стрічки відбувалося з травня до листопада 2017 року у штаті Нью-Йорк.

### Знімальна група
- Кінорежисер — Джон Кразінські
- Сценаристи — Джон Кразінські, Скотт Бек, Браян Вудз
- Кінопродюсери — Майкл Бей, Ендрю Форм, Бредлю Фуллер
- Кінооператор — Шарлотта Брюус Крістенсен
- Кіномонтаж — Крістофер Теллефсен
- Художник-постановник — Джеффрі Бікросс
- Артдиректор — Себастіан Шредер[5].

## Сприйняття

### Касові збори
Касові збори «Тихого місця» у Сполучених Штатах і Канаді склали 188 024 361 долар, на інших територіях — 152 915 000 доларів, а загалом у світі — 340 939 361 долар. Виробничий бюджет фільму склав 17 мільйонів доларів.

### Критика
Фільм отримав схвальні відгуки від критиків. На агрегаторі рецензій Rotten Tomatoes фільм має рейтинг 95 % (на основі 335 відгуків) і середню оцінку 8,2/10. На Metacritic стрічка має середній бал 82 зі 100 (на основі 55 рецензій), що вважається загальним визнанням.
Оглядач сайту mrpl.city Іван Синєпалов розташував стрічку на 9 місці у переліку найкращих фільмів, що вийшли в український прокат у 2018 році. Він стверджує, що «людяність [персонажів] у купі з умовною реалістичністю роблять фільм надзвичайно переконливим. А розв'язка, відкрита рівно настільки, щоб не бути банальною, залишає відчуття глибокого задоволення».

### Нагороди і номінації
| Список нагород і номінацій                    | Список нагород і номінацій | Список нагород і номінацій                                                        | Список нагород і номінацій                                    | Список нагород і номінацій | Список нагород і номінацій |
| Кінопремія                                    | Дата церемонії             | Категорія                                                                         | Номінант(и)                                                   | Результат                  | Дж                         |
| --------------------------------------------- | -------------------------- | --------------------------------------------------------------------------------- | ------------------------------------------------------------- | -------------------------- | -------------------------- |
| Американський інститут кіномистецтва          | 4 січня 2019               | Топ-10 фільмів                                                                    | «Тихе місце»                                                  | Перемога                   | [ 9 ]                      |
| Кінопремія Голлівуду                          | 4 листопада 2018           | Найкращий звук                                                                    | Ерік Адал, Ітан Ван дер Рін і Брендон Проктор                 | Перемога                   | [ 10 ]                     |
| Національна рада кінокритиків США             | 8 січня 2019               | Топ-10 фільмів                                                                    | «Тихе місце»                                                  | Перемога                   | [ 11 ]                     |
| Премія БАФТА                                  | 10 лютого 2019             | Найкращий звук                                                                    | Ерік Адал, Майкл Бароскі, Брендон Проктор та Ітан Ван дер Рін | Номінація                  | [ 12 ]                     |
| Премія «Вибір критиків»                       | 13 січня 2019              | Найкращий науково-фантастичний фільм / фільм жахів                                | «Тихе місце»                                                  | Перемога                   | [ 13 ]                     |
| Премія «Вибір критиків»                       | 13 січня 2019              | Найкращий оригінальний сценарій                                                   | Джон Кразінскі, Браян Вудз і Скотт Бек                        | Номінація                  | [ 13 ]                     |
| Премія «Вибір критиків»                       | 13 січня 2019              | Найкращий молодий артист (актор / акторка)                                        | Міллісент Сіммондс                                            | Номінація                  | [ 13 ]                     |
| Премія Гільдії кіноакторів США                | 27 січня 2019              | Найкраща жіноча роль другого плану                                                | Емілі Блант                                                   | Перемога                   | [ 14 ]                     |
| Премія Гільдії продюсерів США                 | 19 січня 2019              | Найкращий продюсер фільму                                                         | Майкл Бей, Ендрю Форм і Бредлі Фуллер                         | Номінація                  | [ 15 ]                     |
| Премія Гільдії сценаристів США                | 17 лютого 2019             | Найкращий оригінальний сценарій                                                   | Джон Кразінскі, Браян Вудз і Скотт Бек                        | Номінація                  | [ 16 ]                     |
| Премія Голлівуду за музику у візуальних медіа | 14 листопада 2018          | Оригінальна музика — Науково-фантастичний фільм / Фентезійний фільм / Фільм жахів | Марко Бельтрамі                                               | Номінація                  | [ 17 ]                     |
| Премія «Золотий глобус»                       | 6 січня 2019               | Найкраща музика                                                                   | Марко Бельтрамі                                               | Номінація                  | [ 18 ]                     |
| Премія «Золотий томат»                        | 12 січня 2018              | Найкращий фільм жахів 2018 року                                                   | «Тихе місце»                                                  | Перемога                   | [ 19 ]                     |
| Премія «Оскар»                                | 24 лютого 2019             | Найкращий звуковий монтаж                                                         | Ерік Адал та Ітан Ван дер Рін                                 | Номінація                  | [ 20 ]                     |
| Премія «Супутник»                             | 17 лютого 2019             | Найкращий оригінальний сценарій                                                   | Джон Кразінскі, Браян Вудз і Скотт Бек                        | Номінація                  | [ 21 ]                     |
| Премія «Супутник»                             | 17 лютого 2019             | Найкращий звук                                                                    | «Тихе місце»                                                  | Перемога                   | [ 21 ]                     |